# عبد المنعم مصطفى
عبد المنعم مصطفى (مواليد 1930، أم درمان ) مهندس معماري ومحاضر السودان تمتدّ مسيرته المهنية لأكثر من 60 عامًا، صمّم مصطفى ونفّذ عددًا من المباني التاريخية في السودان. ويعتبر أحد رواد العمارة الحداثية في السودان،  وكذلك أحد "مهندسيها المعماريين الأكثر إعجابًا".

## النشأة والتعليم
ولد عبد المنعم مصطفى عام 1930 في أم درمان، في حقبة السودان الإنجليزي المصري. درس أولاً الهندسة في جامعة الخرطوم التي لم يكن بها آنذاك قسم للهندسة المعمارية بعد. حصل خلال تلك الفترة على زمالة لدراسة الهندسة المعمارية في جامعة ليستر بالمملكة المتحدة،  حيث تخرج منها عام 1958. حصل عبد المنعم مصطفى على درجة الماجستير من أستراليا في منتصف الستينيات،  ثم الدبلوم العالي من هولندا. وفي عام 1964، التحق مصطفى بقسم الهندسة المعمارية بجامعة الخرطوم،  وكان أول محاضر سوداني هناك بعد استقلال السودان عام 1956. أصبح فيما بعد رئيسًا للقسم بين عامي 1972 و 1974. خلال تلك الفترة نشر مصطفى عددًا من الأوراق العلمية التي ناقشت مواضيع مختلفة مثل نوع الوحدات السكنية في السودان، وتحليل الصناديق العقارية، وأخيراً ناقش تأثير النقل على تكلفة مواد البناء والتشييد.

## الممارسة المعمارية والتراث

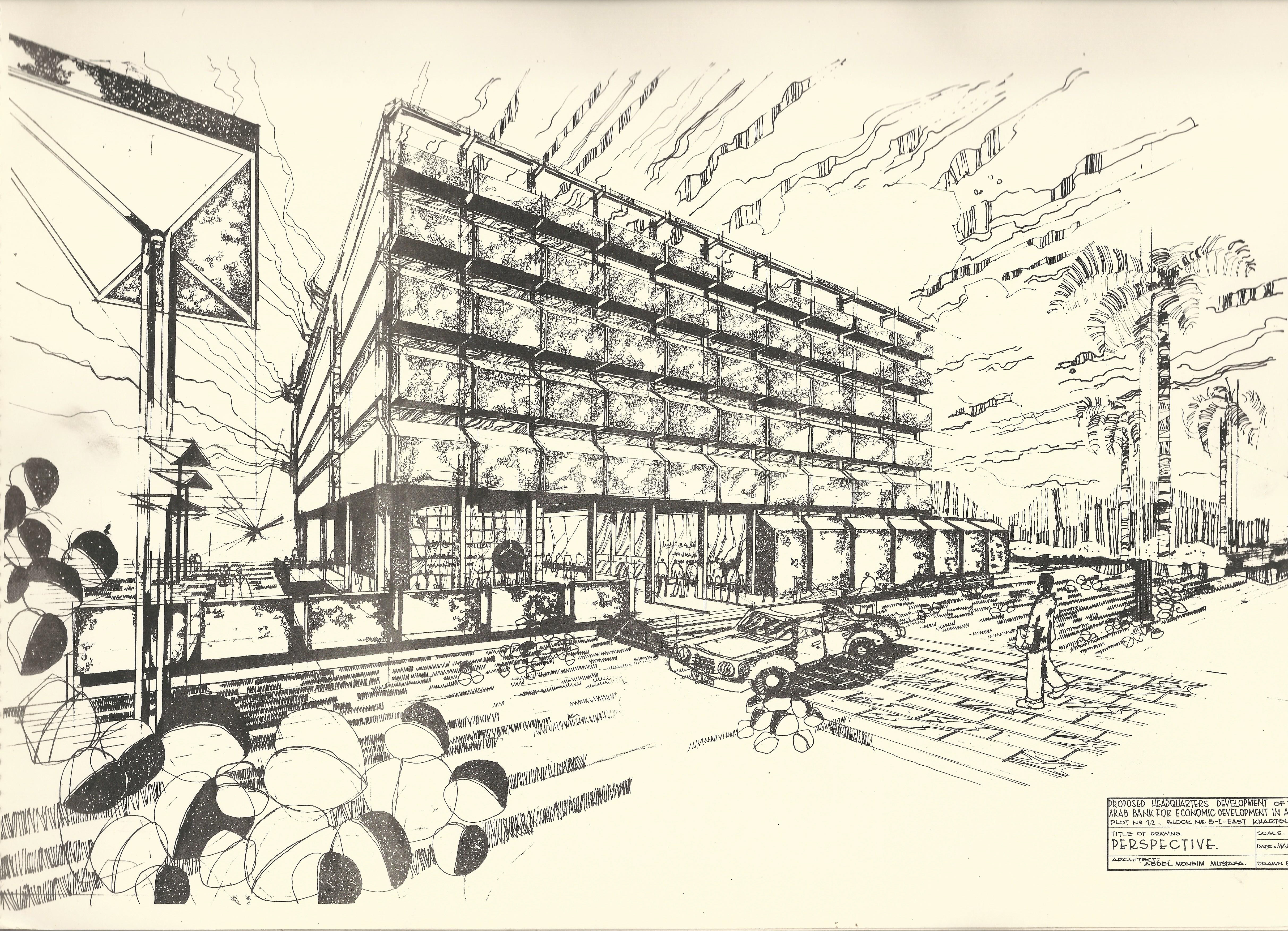
المصرف العربي للتنمية الاقتصادية في أفريقيا تصميم عبد المنعم مصطفى

انضم مصطفى إلى وزارة الأشغال العامة عام 1963، وفي نفس الوقت أسس شركته الخاصة،  تكنوكون. صمّم مجموعة من أنواع المباني بما في ذلك المباني الإدارية والتعليمية والصناعية والترفيهية والسكنية. تعاون مع عدد من المهندسين المعماريين، من بينهم الأكاديمي الأسترالي بيتر مولر. ويعتبر مصطفى أحد رواد العمارة الحداثية في بلاده،  وكذلك أحد "مهندسيها المعماريين الأكثر إعجابًا". وقد لوحظ أن أسلوبه يعكس الهندسة المعمارية في أفريقيا. ويمكن اعتبار إبداعه وتفكيره الجذري من الأسباب الرئيسية للتطور المعماري الذي شهده السودان في الستينيات وما زال يشهده حتى اليوم.

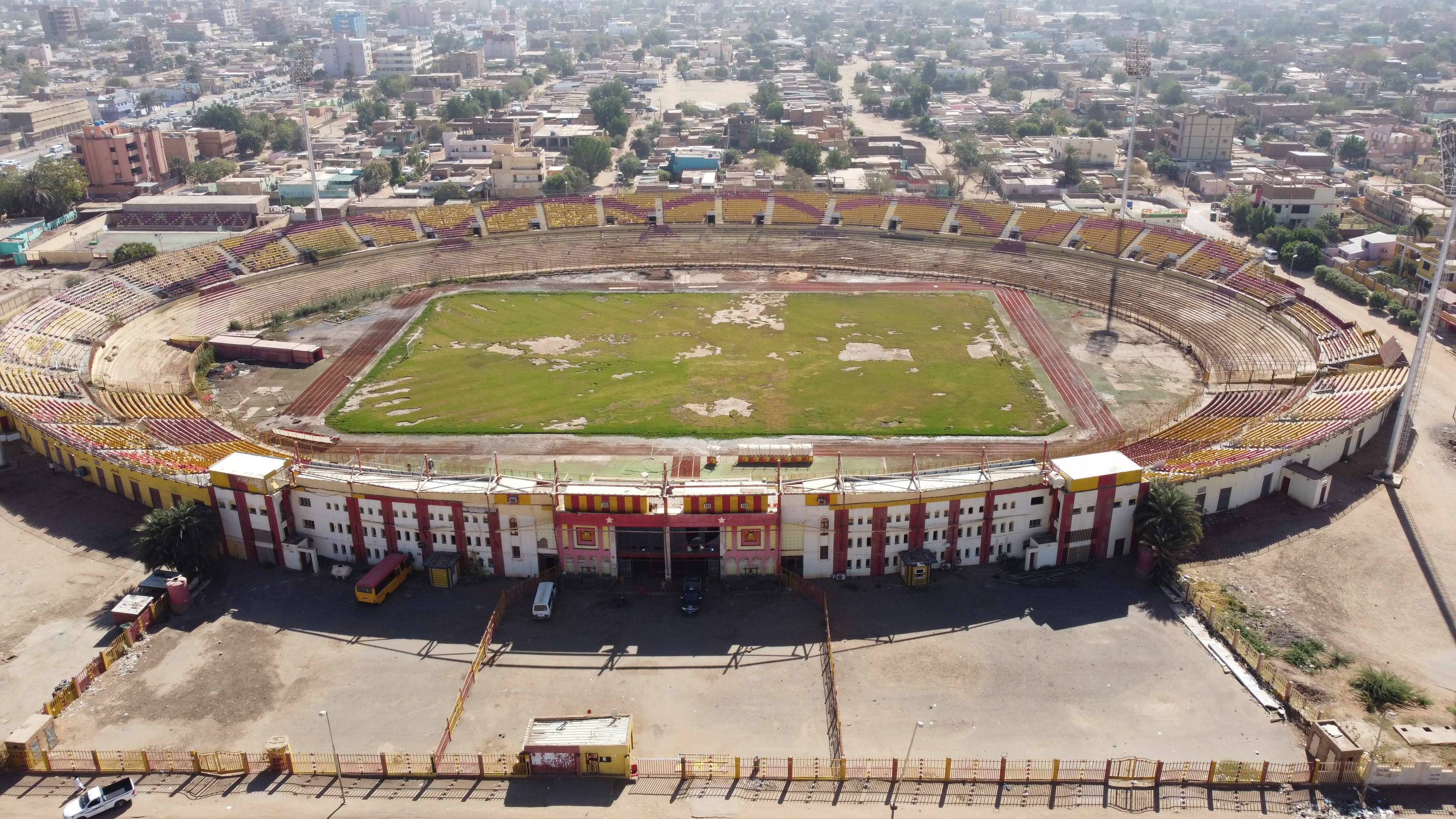
ملعب المريخ من تصميم عبد المنعم مصطفى

### أعماله الرئيسة
- فيلا الخرطوم، الخرطوم.[2]
- ملعب المريخ
- مشاريع النفيدي ومالك متعددة الاستخدامات، الخرطوم.[5]
- جامعة الخرطوم، قسم الكيمياء الحيوية ومختبر الهياكل، الخرطوم، 1967.[2]
- مدرسة الترابي ولاية النيل الأزرق 1967.[2]
- مبنى الإخوة، الخرطوم، 1970.[2]
- المقر الرئيسي لبنك الخرطوم الخرطوم
- المصرف العربي للتنمية الاقتصادية في إفريقيا (باديا) المقر الرئيسي، الخرطوم، 1980.[10]
- منزل منصور خالد بالخرطوم